# Jursla
Jursla är ett bostadsområde i den västra delen av Åby i Norrköpings kommun belägen norr om Norrköping.  Den var tidigare en tätort, men vid 2015 års tätortsavgränsning hade den vuxit samman med Åby tätort.

## Befolkningsutveckling
| Befolkningsutvecklingen i Jursla 1960–2010 | Befolkningsutvecklingen i Jursla 1960–2010 | Befolkningsutvecklingen i Jursla 1960–2010 | Befolkningsutvecklingen i Jursla 1960–2010 | Befolkningsutvecklingen i Jursla 1960–2010 |
| ------------------------------------------ | ------------------------------------------ | ------------------------------------------ | ------------------------------------------ | ------------------------------------------ |
|                                            |                                            |                                            |                                            |                                            |
| År                                         |                                            |                                            | Folkmängd                                  | Areal (ha)                                 |
| 1960                                       | 1960                                       |                                            | 662                                        |                                            |
| 1965                                       | 1965                                       |                                            | 724                                        |                                            |
| 1970                                       | 1970                                       |                                            | 1 452                                      |                                            |
| 1975                                       | 1975                                       |                                            | 1 616                                      |                                            |
| 1980                                       | 1980                                       |                                            | 1 588                                      |                                            |
| 1990                                       | 1990                                       |                                            | 1 507                                      | 120                                        |
| 1995                                       | 1995                                       |                                            | 1 492                                      | 120                                        |
| 2000                                       | 2000                                       |                                            | 1 546                                      | 123                                        |
| 2005                                       | 2005                                       |                                            | 1 647                                      | 127                                        |
| 2010                                       | 2010                                       |                                            | 1 692                                      | 126                                        |
| Anm.: Sammanvuxen med Åby 2015.            |                                            |                                            |                                            |                                            |

## Samhället
Jursla har ett bageri som bakar bröd till flera konditorier inom Norrköpings kommun, två förskolor - en kommunal (Jursla förskola) och en privatägd (Villan), en låg- och mellanstadieskola (Jurslaskolan), två äldreboenden (Jursla äldrecentrum och Östergården), ett stall och en badplats vid sjön Lillsjön.

## Idrott
Skidbacken Yxbacken, där Pernilla Wiberg lärde sig åka slalom, ligger några kilometer från Jurslas villaområden. Förutom skidåkning kan man cykla downhill-cykling i Yxbacken på sommaren. 
På toppen av Jurslahöjden ligger ett flertal motionsspår, som sköts av orienteringsklubben OK Kolmården. Spåren används både till terränglöpning, skidåkning och promenader.